# Jump Super Stars
Jump Super Stars (яп. ジャンプスーパースターズ дзямпу су:па: сута:дзу) — двухмерный файтинг для платформы Nintendo DS, разработанный компанией Ganbarion и изданный Nintendo. В Японии игра вышла 8 августа 2005 года, а её продолжение — Jump Ultimate Stars — 23 ноября 2006 года. Особенностью игры является большое количество персонажей из японского манга-журнала Weekly Shonen Jump.

## Персонажи
В игре присутствуют герои следующий манги, опубликованной в Shonen Jump:
- Black Cat
- Блич
- Bobobo-bo Bo-bobo
- Buso Renkin
- Тетрадь смерти
- D.Gray-man
- Dragon Ball
- Dr. Slump
- Eyeshield 21
- Gintama
- Hunter × Hunter
- Хикару и Го
- Ichigo 100%
- JoJo's Bizarre Adventure
- Reborn!
- KochiKame
- Mr. Fullswing
- Наруто
- One Piece
- Pyuu to Fuku! Jaguar
- Самурай X
- Шаман Кинг
- Slam Dunk
- Steel Ball Run
- The Prince of Tennis
- Yu-Gi-Oh!
- YuYu Hakusho